# ワシントン・ナショナル交響楽団
ナショナル交響楽団（英語: The National Symphony Orchestra）は、ワシントンD.C.のオーケストラ。ケネディ・センターを拠点としている。日本では、ワシントン・ナショナル交響楽団と呼ばれることが多い。「ナショナル」の名は冠しているものの、国立のオーケストラではない。ただし、歴代大統領の就任式典での演奏を担当してきたため「プレジデント・オーケストラ」と称されている。

## 沿革

### ハンス・キンドラー時代
1930年にワシントンで設立された79名のオーケストラを母体として、1931年に設立。はじめの年は24回のコンサートを行った。
初代音楽監督は、フィラデルフィア管弦楽団でチェロ奏者を務めていたハンス・キンドラーであり、1948年まで務めた。キンドラー退任時には、90人まで団員が増え、年間公演数も97回となった。

### ハワード・ミッチェル時代
次いで、キンドラー時代に首席チェロ奏者、および副指揮者を務めたハワード・ミッチェルが音楽監督となり、1970年まで務めた。キンドラー時代には、1959年に国務省の後援を得て中米・南米19か国へのツアーを行ったり、1967年に3週間のヨーロッパツアーを行ったりした。また、市内公園での野外コンサートや、郊外での夏のフェスティバルコンサートも行うようになった。これらの功績により、ミッチェルは退任後に名誉指揮者の称号を贈られた。

### アンタル・ドラティ時代
1970年には「オーケストラ・ビルダー」と称されたアンタル・ドラティが音楽監督に就任し、その翌年に本拠地たるジョン・F・ケネディ・センターが完成した。ドラティはミッチェル時代に衰えていたオーケストラの力量を引き上げたと評されている。
ドラティ在任中は、最も意欲的な録音活動が行われた時期と言われている。ルイージ・ダラピッコラなどの現代音楽も演奏・録音され、レパートリーの拡大が図られた。また、1976年には、アメリカ合衆国建国200周年にちなみ、12の作品が委嘱初演された。

### ムスティスラフ・ロストロポーヴィチ時代
1978年には、エドワード・ケネディ上院議員の助力でソ連から亡命したムスティスラフ・ロストロポーヴィチが、音楽監督に就任した。ロストロポーヴィチ時代は「最も輝かしい時代を迎えた」「ビッグ・パワーを植え付けた」と評されている。
ロストロポーヴィチは、チェリストとして得た人脈を活かし、数多くの一流ソリストを招聘した。これによりオーケストラのレベルアップを図るとともに、ファン層を拡大したため、楽団員と理事会双方から厚遇された。楽団員やスタッフは、ロストロポーヴィチのことを「スラヴァ」の愛称で呼んだ。

### ロストロポーヴィチ以後
その後、レナード・スラットキン、イヴァン・フィッシャー、クリストフ・エッシェンバッハと続き、2017年-2018年シーズンよりジャナンドレア・ノセダが音楽監督を務める。

## 顕彰歴
ジョン・コリリアーノ作品のCD『怒りと回想』（Of Rage and Remembrance ）によってグラミー賞を受賞した。また、ドラティ時代初期の録音9点のうち、6つが国際的なレコード賞を獲得している。

## 歴代首席音楽監督等
- ハンス・キンドラー (1931–1949)
- ハワード・ミッチェル (1949–1969)
- アンタル・ドラティ (1970–1977)
- ムスティスラフ・ロストロポーヴィチ (1977–1994)
- レナード・スラットキン (1996–2008)
- イヴァン・フィッシャー (首席指揮者; 2008–2009)
- クリストフ・エッシェンバッハ (2010–2016)
- ジャナンドレア・ノセダ (2017- )

## 評価
音楽評論家のクリスチャン・メルランは、アメリカのオーケストラの「ビッグ・ファイブ」としてニューヨーク・フィルハーモニック、フィラデルフィア管弦楽団、クリーヴランド管弦楽団、シカゴ交響楽団、ボストン交響楽団をあげ、それに肉薄するオーケストラとしてロサンジェルス・フィルハーモニック、サンフランシスコ交響楽団、ピッツバーグ交響楽団を挙げているが、それの「さらに一段下がった」オーケストラとしてセントルイス交響楽団、ヒューストン交響楽団、ボルティモア交響楽団、デトロイト交響楽団、シンシナティ交響楽団、ミネソタ管弦楽団、アトランタ交響楽団、ダラス交響楽団、シアトル交響楽団、そしてワシントン・ナショナル交響楽団を挙げている。